# Courtney Barnett
Courtney Melba Barnett (Pittwater Council, 3 november 1987) is een Australische singer-songwriter en gitarist, die bekend staat om haar humoristische spreektalige teksten die in een droge monotone stijl ten gehore worden gebracht.
Haar debuutalbum, Sometimes I Sit and Think, and Sometimes I Just Sit, uit 2015 werd enthousiast onthaald. Op de ARIA Music Awards verzilverde ze vier van de acht nominaties.

## Loopbaan
Courtney Barnett begon in 2010 haar muzikale carrière op gitaar in een garagegrunge-band uit Melbourne, Rapid Transit, die één album op cassette uitbracht. Tussen 2011 en 2013 was ze gitarist en zangeres van de Australische psychedelische-country-band Immigrant Union, een muzikaal project van Brent DeBoer (van The Dandy Warhols) en Bob Harrow. DeBoer drumde tevens op haar eerste ep, I've Got a Friend called Emily Ferris, uit 2012.
In augustus 2013 werd haar tweede ep How to Carve a Carrot into a Rose gebundeld met haar eerste ep uitgebracht als The Double EP: A Sea of Split Peas. Voor deze dubbel-ep ontving ze internationale erkenning. De van de ep getrokken single "Avant Gardener" werd 'Track of the Day' bij Q Magazine en 'Best New Track' bij Pitchfork Media. Bij Stereogum werd de ep tot album van de week benoemd. Het nummer "History Eraser" werd genomineerd voor de APRA Song of the Year.
In 2015 kwam dan het eerste – in april 2014 met Burke Reid opgenomen – volwaardige album Sometimes I Sit and Think, and Sometimes I Just Sit uit, samen met de twee singles, "Pedestrian at Best" en "Depreston". Barnett ging dat jaar wereldwijd op tournee.
Sometimes I Sit and Think werd door recensenten positief onthaald en werd dat jaar in vele lijsten met beste albums opgenomen, zoals in die van Rolling Stone, The Guardian, The Times, Pitchfork en de Chicago Tribune. De plaat bereikte een vierde plaats in de Australische ARIA Charts. In Nederland reikte het album tot de 29e plaats.
De band van Barnett is, sinds Dan Luscombe (van The Drones) niet meer meespeelt op leadgitaar, een zogenaamd powertrio, waarbij Barnett alle gitaarwerk voor haar rekening neemt. Sinds 2015 wordt de band "CB3" genoemd. 
In 2015 werd Barnett op de ARIA Music Awards genomineerd in acht categorieën en won ze de prijs voor nieuwkomer, beste vrouwelijke artiest, beste onafhankelijke uitgave en beste hoesontwerp voor Sometimes I Sit and Think, and Sometimes I Just Sit.
In 2015 ontving ze ook nog de Australian Music Prize voor dit album en werd ze genomineerd voor een Grammy Award in de categorie "Beste nieuwe artiest".
In 2016 werd Barnett bij de Brit Awards genomineerd in de categorie "Beste internationale vrouwelijke artiest".
De begeleidingsband bestond in 2017 uit:
- Andrew "Bones" Sloane – basgitaar, achtergrondzang
- Dave Mudie – drums, achtergrondzang

Voormalige leden zijn:
- Dan Luscombe – slaggitaar
- Pete Convery – basgitaar
- Alex Hamilton – gitaar
- Alex Francis – gitaar
- Madeleine Duke - achtergrondzang
- Jen Sholakis - drums

## Persoonlijk
Barnett groeide op in een voorstad van Sydney. Op haar zestiende verhuisde zij naar Hobart op het eiland Tasmanië. 
Barnett heeft een relatie met singer-songwriter Jen Cloher. Het nummer "Numbers" hebben zij samen geschreven en gaat over hun relatie. 
Barnett is linkshandig en haar gitaren zijn ook linkshandig gespannen.

## Discografie

### Albums
- 2015 - Sometimes I Sit and Think, and Sometimes I Just Sit
- 2017 - Lotta Sea Lice (met Kurt Vile)
- 2018 - Tell Me How You Really Feel
- 2021 - Things Take Time, Take Time
- 2023 - End of the Day (soundtrack van de film Anonymous Club)

### Live-albums
- 2019 - MTV Unplugged (Live in Melbourne)
- 2021 - From Where I’m Standing: Live from the Royal Exhibition Building, Melbourne

### Ep's
- 2012 - I've Got a Friend Called Emily Ferris
- 2013 - How to Carve a Carrot into a Rose
- 2014 - The Double EP: A Sea of Split Peas

### Singles
- 2013 - "Avant Gardener"
- 2013 - "History Eraser"
- 2015 - "Pedestrian at Best"
- 2015 - "Depreston"
- 2016 - "Three Packs A Day"
- 2017 - "How to Boil an Egg"
- 2017 - "Over Everything" (met Kurt Vile)
- 2018 - "City Looks Pretty"
- 2018 - "Need A Little Time"
- 2018 - "Nameless, Faceless"
- 2018 - "Sunday Roast"
- 2018 - "Charity"
- 2018 - "Charity" (live) / "Houses"
- 2018 - "Small Talk"
- 2019 - "Everybody Here Hates You"
- 2021 - "Rae Street"
- 2021 - "Before You Gotta Go"
- 2021 - "I'll Be Your Mirror"
- 2021 - "Write a List of Things to Look Forward to"
- 2021 - "If I Don't Hear from You Tonight"
- 2023 - "Different Now"

- Gemeinsame Normdatei: 1069399108
- International Standard Name Identifier: 0000 0004 4736 0783
- Library of Congress Control Number: no2015052484
- MusicBrainz: 55111838-f001-494a-a1b5-9d818db85810
- Nationale Bibliotheek van Tsjechië: pag2017959742
- Nationale Bibliotheek van Israël: 987007407067705171
- Système universitaire de documentation: 186307187
- Virtual International Authority File: 315121176
- WorldCat: E39PBJcGhYFYyDGwFVqtYbpdcP